# Гац-Скаківська Анеля
Гац-Скаківська Анеля (нар. 3 січня 1942, Сорочень, Житомирська область) — українська мисткиня, майстриня різьби по дереву. Член НСМНМУ з 1996 р.

## Біографія
Народилася 3 січня 1942 р. у селі Сорочені на Житомирщині.
1961–1966 р — студентка Косівського училища декоротивно-прикладного мистецтва, факультет художньої обробки дерева. Вчителі з фаху М. Федірко, В. Гавриш.
З 1966 по 1976 р. працювала різьбаркою художньо-виробничих майстерень в Чернівцях.
З 1976 р — художниця Львівського художнього комбінату.
Учасниця обласних, всеукраїнських та міжнародних виставок в Москві, Лейпцигу, Монре[а]лі, Празі та Нью-Йорку.
Мешкає у Львові та Нью-Йорку.